# Departament d'Universitats, Recerca i Societat de la Informació de la Generalitat de Catalunya
El Departament d'Universitats, Recerca i Societat de la Informació (DURSI) de la Generalitat de Catalunya va ser creat el 3 d'abril de 2000, en un procés de fusió dels comissionats d'Universitats i de la Societat de la Informació.
Va néixer l'any 2000 amb els objectius de:
- Assegurar la qualitat del sistema universitari català i garantir la igualtat d'oportunitats en l'accés a la formació superior.
- Assolir un sistema de ciència, tecnologia i innovació d'alt nivell que contribueixi al progrés de Catalunya i que sigui competitiu amb els dels països de l'entorn.
- Impulsar l'adaptació de Catalunya a la societat de la informació i estimular-ne l'accés de totes les persones, empreses i institucions.
- Assolir més presència de la llengua i dels continguts catalans en els àmbits científic i de les noves tecnologies relacionades amb la societat de la informació.

El maig de 2006, amb la remodelació del govern després de l'expulsió dels consellers d'ERC, aquest departament fou suprimit. Les competències d'universitats es varen integrar al Departament d'Educació que passa a denominar-se Departament d'Educació i Universitats, i les de tecnologia i societat de la informació a Presidència.
El novembre de 2006, amb el govern sortit de les eleccions, les competències d'universitats passen al Comissionat per a Universitats i Recerca dins la Conselleria d'Innovació, Universitats i Empresa i les de tecnologia i societat de la informació a la Conselleria de Governació i Administracions Públiques.
Així, els únics consellers que ha tingut aquesta conselleria en la seva curta trajectòria han estat: Andreu Mas-Colell, Carles Solà i Ferrando i Manel Balcells i Díaz.

## Llista de consellers del DURSI (2000-2006)
| Legislatura | Nom                    | Inici                  | Fi                     | Partit |
| ----------- | ---------------------- | ---------------------- | ---------------------- | ------ |
| VI          | Andreu Mas-Colell      | 3 d'abril de 2000      | 17 de desembre de 2003 | CDC    |
| VII         | Carles Solà i Ferrando | 17 de desembre de 2003 | 20 d'abril de 2006     | ERC    |
| VII         | Manel Balcells i Díaz  | 20 d'abril de 2006     | 11 de maig de 2006     | ERC    |